# Harry Boy
Harry Boy, född 10 maj 1991, död 2001, var en svensk varmblodig travhäst från Stora Höga i Västra Götalands län. Han tränades under större delen av sin karriär av delägaren och tränaren Harry Rehn på hans gård, 1 km söder om Stora Höga. Han sprang in 531 500 kronor på 32 starter, varav 9 segrar, 3 andraplatser och 6 tredjeplatser.
Han tog sin penningmässigt största seger i en Klass III-final på Solvalla, den 14 februari 1998.

## I marknadsföring
Harry Boy är även namnet på en animerad häst som förekommer i spelbolaget ATG:s marknadsföring av V75. Harry Boy skapades som en maskot för travsport i samband med premiären av V75, 1993. Harry Boy är även namnet på ett färdigt spelsystem från ATG.